# Метрополітен Ланьчжоу
Метрополітен Ланьчжоу (кит.: 兰州轨道交通) — лінія метрополітену в місті Ланьчжоу, провінція Ганьсу, КНР.

## Історія
Будівництво метрополітену в місті розпочалося 9 липня 2012 року. Початкова дільниця з 19 станцій та 25,9 км відкрилася 23 червня 2019 року.

## Лінія

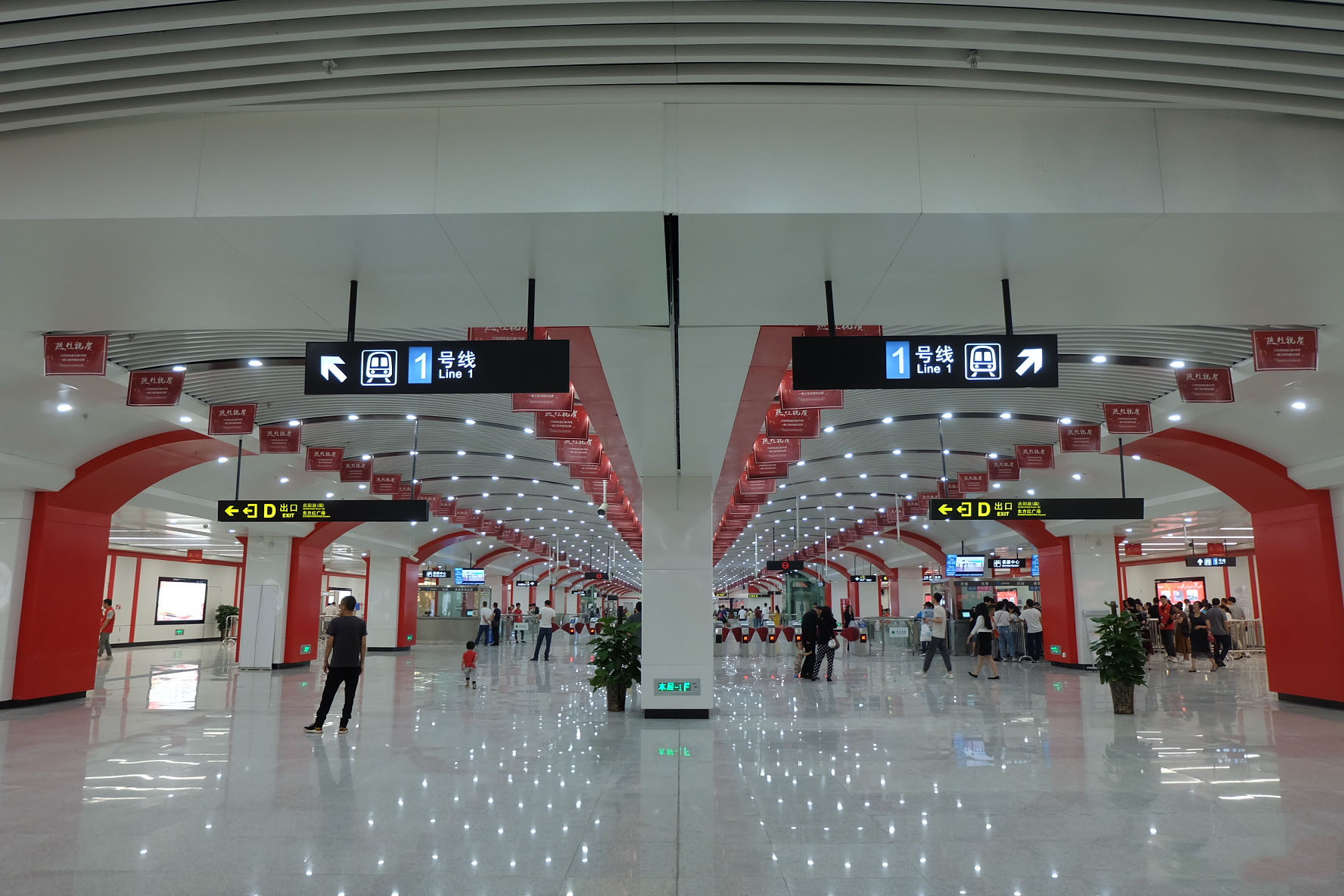
Вестибюль станції «Dongfanghong»

Всі станції в місті підземні, обладнані станційними дверима. Лінію обслуговують шестивагонні потяги, метро працює з 6:30 до 22:00.
| №       | Дата відкриття | Останнє продовження | Кількість станцій | Кінцеві станції           | Довжина в км |
| ------- | -------------- | ------------------- | ----------------- | ------------------------- | ------------ |
| Лінія 1 | 23 червня 2019 | —                   | 19                | «Donggang»—"Chenguanying" | 25,9         |

## Розвиток
У 2015 році в місті розпочалося будівництво Лінії 2, початкова дільниця з 9 станцій має запрацювати у 2021 році.